# Anne Lilmoes
Anne Lilmoes (født 27. februar 1945 i Aarhus) er en dansk forfatter og tidligere medarbejder i Danmarks Radio bosiddende i Nordsjælland.

## Biografi
Anne Lilmoes voksede op i Voldum, en lille landsby mellem Aarhus og Randers.
I 1961 tog hun realeksamen fra Randers Statsskole, og mellem 1962-67 gennemførtes læreruddannelsen fra Th. Langs Seminarium i Silkeborg.
I 1967-72 var hun ansat som lærer ved Kongsholmskolen i Albertslund men skiftede branche i 1973, hvor hun blev ansat som programmedarbejder hos B&U i Danmarks Radio som filmbearbejder (versionist). Dvs. at hun lavede dansk bearbejdelse af manuskripter til udenlandske film – og instruktion af danske skuespillere ved indtalingen. Hun har blandt andet versioneret Emil fra Lønneberg med Thomas Winding som speaker. Også Otto Brandenburg var hyppig speaker på Lilmoes' versioneringer af børnefilm og serier.
Mellem 1974-76 fungerede Lilmoes desuden som programmedarbejder ved børneradio og ved ungdomsprogrammet P4.
Fra 1986 skiftede Anne Lilmoes jobtitel, og blev således ansat som filmkonsulent i B&U. Hendes job var her at indkøbe børnefilm og serier til DRs programflade.
Fra 1976 til 1986 skrev hun en slags dagbog, en "vækstkultur", som endte med at blive på 15.000 sider. Hun debuterede i 1988 med børnebogen "Rejsen til de hæse skyggers land".
I 1988 debuterede Limoes – sideløbende med sit job i DR – som forfatter med romanen "Rejsen til de hæse skyggers land". En fantasy fortælling om Lotte, som vil redde sin lillebror. Hendes næste værk, "Du, min Jonathan" udkom i 1990 og er en fantasy fortælling om den første kærlighed.
Op igennem 90'erne blev forfatterskabet udvidet med udgivelserne af bl.a. Yaxhiri serien.
I 1998 udgav Limoes bogen "Den værste hemmelighed" (for børn) og I 2000 "Vores år" (for voksne) som begge omhandler emnet alkoholisme.
I 2001 valgte Lilmoes at forlade Danmarks Radio, for at arbejde fuld tid med sit forfatterskab.
Samme år udkom bogen "Anna og Engel", der handler om Anna, som er syg, og om Engel, der hjælper hende.
I 2006 kom første udgivelse i Lilmoes næste serie. SiriQ bøgerne.
Anne Lilmoes skriver primært indenfor genren fantasy, oftest henvendt til unge og børn, men har også skrevet enkelte voksen bøger.
Lilmoes valgte i 2010 at etablere sit eget forlag, Forlaget Networker. Her udkom selvbiografien "Lille Tumpe". Bogen handler om mobning i en tid før, der var noget, der hed mobning. I bogen skildrer hun sin tid på Randers Statsskole. I 2014 udkom "Engel og Josias".
Lilmoes er inspireret af Astrid Lindgren, H.C. Andersen, Paul Auster, Antoine de Saint-Exupéry og Carlos Castaneda

## Yaxhiri serien
Yaxhiri serien består af 7 romaner. En fortælling om en heltindes liv fra fødsel til død. 
Et spædbarn kommer drivende på floden til landet Hara. En pige, som senere vælger at bruge sit liv på at rejse ud i verden for at finde ud af, hvor hun kom fra, og hvem hun egentlig er.

## SiriQ bøgerne
Siri Q bøgerne er en serie på 7 letlæste fantasy bøger. Siri Q og Wili drager ud i den farlige verden, hvor maskinerne efter den store krig har taget magten. De leder efter Siris mor og far. Og deres søgen fører dem til det kontrolcenter, hvorfra maskiner og monstre bliver styret.

## Udgivelser
Tidlige udgivelser
- Rejsen til de hæse skyggers land – 1988, Borgen
- Du, min Jonathan – 1990, Dansklærerforeningen

Yaxhiri serien
- Hvad floden Bragte, Yaxhiri 1 – 1993, Høst & Søn
- Når Ørkenens Rose blusser, Yaxhiri 2 – 1994, Høst & Søn
- Shaman i dit hjerte, Yaxhiri 3 – 1995, Høst & Søn
- Dyrets mærke på din skulder, Yaxhiri 4 – 1996, Høst & Søn
- Snemarkernes hemmelighed,Yaxhiri 5 – 1997, Høst & Søn
- En gave af kraft, Yaxhiri 6 – 1998, Høst & Søn
- Fra Stjernernes Hav, Yaxhiri 7 – 1999, Høst & Søn

Om alkoholisme
- Den værste hemmelighed – 1998, Høst & Søn
- Vores År – 2000, Høst & Søn

SiriQ bøgerne
- Tågernes Ø – 2006, Forum
- Klonernes by – 2006, Forum
- Fra mosens dyb – 2007, Forum
- I skovens mørke – 2007, Forum
- Blod og tjære – 2008, Forum
- Ud i afgrunden – 2008, Forum
- Den gylne klode – 2008, Forum

Andre værker
- Steppernes datter 1-2-3 – 1998-99, Høst & Søn
- Anna og Engel – 2001, Høst & Søn
- Lille Tumpe – 2010, Forlaget Networker
- Engel og Josias - 2014, Forlaget Networker

## Priser og legater
- 1997: Litteraturrådet Arbejdslegat til arbejdet med "En gave af kraft"
- 1999: Litteraturrådet Arbejdslegat til arbejdet med "Anna og Englen"